# Col du Grand Ferret
Col du Grand Ferret – przełęcz w Alpach Zachodnich, w grzbiecie rozdzielającym dorzecze Rodanu na północy od dorzecza Dora Baltea na południu i stanowiącym tu granicę państwową szwajcarsko-włoską.
Przełęcz tradycyjnie używana jako letnie przejście z Courmayeur we włoskiej Dolinie Aosty do Orsières w szwajcarskim Valais. Na północ od niej znajduje się nieco niższa, lecz nieco trudniej dostępna Col du Petit Ferret (2490 m n.p.m.). Obie przełęcze rozdziela trawiaste wzniesienie w kształcie piramidy zwane La Testa di Ferret (2714 m n.p.m.).
W kierunku północno-wschodnim spod przełęczy opada dolina Val Ferret, którą spływa potok Dranse de Ferret, jeden z potoków źródłowych Dranse. W kierunku południowo-zachodnim spod przełęczy opada włoska dolina Val Ferret, którą spływa jeden z cieków źródłowych Dora Baltea.
Col du Grand Ferret jest znana i często uczęszczana przez turystów, ponieważ biegnie przez nią trasa długodystansowego szlaku turystycznego wokół Masywu Mont Blanc – Tour du Mont Blanc. Przełęcz ta jest zwykle najwyższym punktem tej trasy.
Znaczenie Col du Petit Ferret jest znacznie większe: geografowie większości krajów, w tym polskich, uznają ją za granicę rozdzielającą Masyw Mont Blanc (na zachodzie) od Alp Pennińskich (Walijskich) na wschodzie. Uważają, że Masyw Mont Blanc jest samodzielnym masywem (dzielący się na 8 grup górskich) i nie należy do żadnego pasma Alp. Natomiast geografowie włoscy uznają przełęcz Col du Petit Ferret za granicę rozdzielającą Alpy Pennińskie od Alp Graickich (uważają Masyw Mont Blanc za część Alp Graickich). Innego zdania są geografowie francuscy uważając, że Masyw Mont Blanc należy do Alp Sabaudzkich, więc jest to granica między Alpami Pennińskimi, a Sabaudzkimi. 
Pierwszą grupą górską w Masywie Mont Blanc od strony Col du Petit Ferret jest grupa Argentiére. Z kolei pierwszym masywem Alp Pennińskich od Col du Petit Ferret jest masyw Grand Golliat (poza którym dopiero znajduje się Wielka Przełęcz Świętego Bernarda, podawana czasem jako orientacyjna granica między Masywem Mont Blanc a Alpami Pennińskimi).